# Marta Bizoń
Marta Bizoń (ur. 3 lutego 1971 w Wadowicach) – polska aktorka teatralna i filmowa.

## Życiorys
Absolwentka Liceum Ogólnokształcącego im. Marcina Wadowity w Wadowicach i PWST w Krakowie (1994). Jest aktorką krakowskiego Teatru Ludowego. Współpracuje z Teatrem im. J. Słowackiego w Krakowie i Teatrem Polskim we Wrocławiu. Żona Roberta Lubery.

## Wybrane role

### Teatr
- Wiedźma w Makbecie Szekspira (reż. J. Stuhr)
- Panna młoda w Krwawych godach Lorci (reż. J, Szurmiej)
- Antygona w Antygonie Sofoklesa (reż. W. Nurkowski)
- Rachela w Weselu Wyspiańskiego (reż. A. Sroka)
- Mania w Królowej Przedmieścia Krumłowskiego (reż. M. Grąbka)
- Skierka w Balladynie Słowackiego (reż. R. Zioło)
- Roxy Heart w Chicago
- Maria w Wilku stepowym Hessie (reż. A. Sroka)
- Malka w Siostrach Parry reż. (P. Szalsza)

### Film
- 1993 - Lista Schindlera – Tancerka - reż. S. Spielberg
- 1997 - Sława i chwała – Jadwiga - reż. K. Kutz
- 1997 - Kochaj i rób co chcesz – „Ryba”, koleżanka Agnieszki - reż. R. Gliński
- 2001 - Quo Vadis – Syra - reż. J. Kawalerowicz
- 2002 - Quo Vadis (serial TV) – Syra - reż. J. Kawalerowicz
- 2005 - Zakochany Anioł – Irenka Rajska - reż. Artur „Baron" Więcek
- 2008 - Barwy szczęścia – dyrektorka liceum
- 2009–2010 - Majka – doktor Barbara Kowalewska
- 2012 - Paradoks – Bożena Lewandowska
- 2019–2021 - Zakochani po uszy – Halina Popiel, matka Joanny

### Kabaret
- 2000 - Spotkanie z Balladą (Ożenek w Kopydłowie)[3]
- 2001 - Spotkanie z Balladą (Draka w Kopydłowie)[3]

## Dyskografia
- Neapol[4] (2007, Agencja Artystyczna "Bum Bum")
- Tu i Tu[5] (2014, Agencja Artystyczna "Bum Bum")

## Odznaczenia
- 2025 Brązowy Medal "Zasłużony Kulturze Gloria Artis"[6]